# Koi No Yokan
Koi No Yokan – siódmy album studyjny amerykańskiej grupy muzycznej Deftones

## Lista utworów
1. „Swerve City” – 2:44
2. „Romantic Dreams” – 4:38
3. „Leathers” – 4:08
4. „Poltergeist” – 3:31
5. „Entombed” – 4:59
6. „Graphic Nature” – 4:31
7. „Tempest” – 6:05
8. „Gauze” – 4:30
9. „Rosemary” – 6:53
10. „Goon Squad” – 5:40
11. „What Happened to You?” – 3:53

## Twórcy
- Chino Moreno – wokal, gitara
- Abe Cunningham – perkusja
- Stephen Carpenter – gitara
- Frank Delgado – sample, instrumenty klawiszowe
- Sergio Vega – gitara basowa
- Nick Raskulinecz – producent